# Margherita Sarfatti
Margherita Sarfatti (ur. 8 kwietnia 1880 w Wenecji, zm. 30 października 1961 w Cavallasca) – włoska dziennikarka pochodzenia żydowskiego, kochanka Benito Mussoliniego.

## Życiorys
Urodziła się jako Margherita Grassini. Była córką żydowskiego adwokata. Dorastała w pałacu na Canal Grande w Wenecji. Mając 18 lat, wyszła za mąż za Cesarego Sarfatti. W 1902 przeniosła się wraz z mężem do Mediolanu. W 1911 spotkała Benita Mussoliniego i wtedy zaczął się ich romans.
Od 1914 była dziennikarką w gazecie Il Popolo d’Italia, którą założył Mussolini. Po utracie męża w 1924 napisała biografię Benita Mussoliniego Life of Benito Mussolini. Rok później książka została wydana we Włoszech pt. Dux. Ze względu na sławę Mussoliniego książka stała się bestsellerem i została przetłumaczona na 18 języków, w tym na japoński i turecki.
W 1938, po wejściu w życie ustaw antyżydowskich (Manifesto della razza), wyjechała do Argentyny, gdzie pracowała jako dziennikarka. W 1947 (po zakończeniu II wojny światowej) wróciła do Włoch.